# Ронсберг
Ронсберг (њем. Ronsberg) град је у њемачкој савезној држави Баварска. Једно је од 45 општинских средишта округа Осталгој. Према процјени из 2010. у граду је живјело 1.636 становника. Посједује регионалну шифру (AGS) 9777165.

## Географски и демографски подаци
Ронсберг се налази у савезној држави Баварска у округу Осталгој. Град се налази на надморској висини од 701 метра. Површина општине износи 16,5 km². У самом граду је, према процјени из 2010. године, живјело 1.636 становника. Просјечна густина становништва износи 99 становника/km².

## Међународна сарадња
| Мјесто | Држава    | Врста сарадње | Од    |
| ------ | --------- | ------------- | ----- |
|        | Француска | партнерство   | 1970. |
| Извор  |           |               |       |